# Riviera del Corallo
A Riviera del Corallo (magyarul: Korall Riviéra, katalánul: Costera del Coral) Szardínia északnyugati tengerparti, turisztikai régiója, amely a Nurrai-síkságtól délre található. A partszakaszon található Alghero, amely a partszakasz legfontosabb városa. A part a nevét a tengerben található vöröskorallról kapta, amit a helyi halászok már az ókori római kor óta kihalásznak és ékszereket készítenek belőle.
A kifejezést a helyi turizmusban használják, amely alatt Alghero és környékének területét értik, de beletartozik a várostól délkeletre levő szárazföldi falu Villanova Monteleone.
Alghero mellett Fertilia, Maristella és Tramariglio községek tartoznak a turisztikai régióba, amely a nyári hónapokban népszerű úticélpontok szoktak lenni. A területen található az Alghero-Fertilia nemzetközi repülőtér, amely nagyban hozzájárult ahhoz, hogy a tengerparti régió fejlődjenek: számos belföldi, olasz turista mellett számos külföldi turista érkezik a térségbe.

## Földrajz
Alghero környékén többnyire síkvidék van, míg északra és északnyugatra a várostól vegyesebb a tájkép: a várostól északnyugatra találhatón a Monte Doglia hegy, amely 442 méter magas, a tengerparti régió legészaknyugatibb csücskében található a Capo Caccia sziklafok.
A partmentén számos öböl található. Algherotól délre a part meredekfalú, egyes partok csak hajóval közelíthetők meg, Poglina partja sík földnyelvben található. Alghero városától északra a partok sík területen vannak és fehérhomokosak, egészen a közeli Fertilia városáig ilyen a part, ami 7 kilométer hosszú. A város után a partokon végig meredekfalú kisöblök találhatók, amik közül a Spiaggia Le Bombarde és Spiaggia Lazarretto strandok a legismertebb strandok.
Porto Conte partja után egy nagyobb öböl található, amelyben a Spiaggia di Mugoni a legismertebb strand.

## Galéria

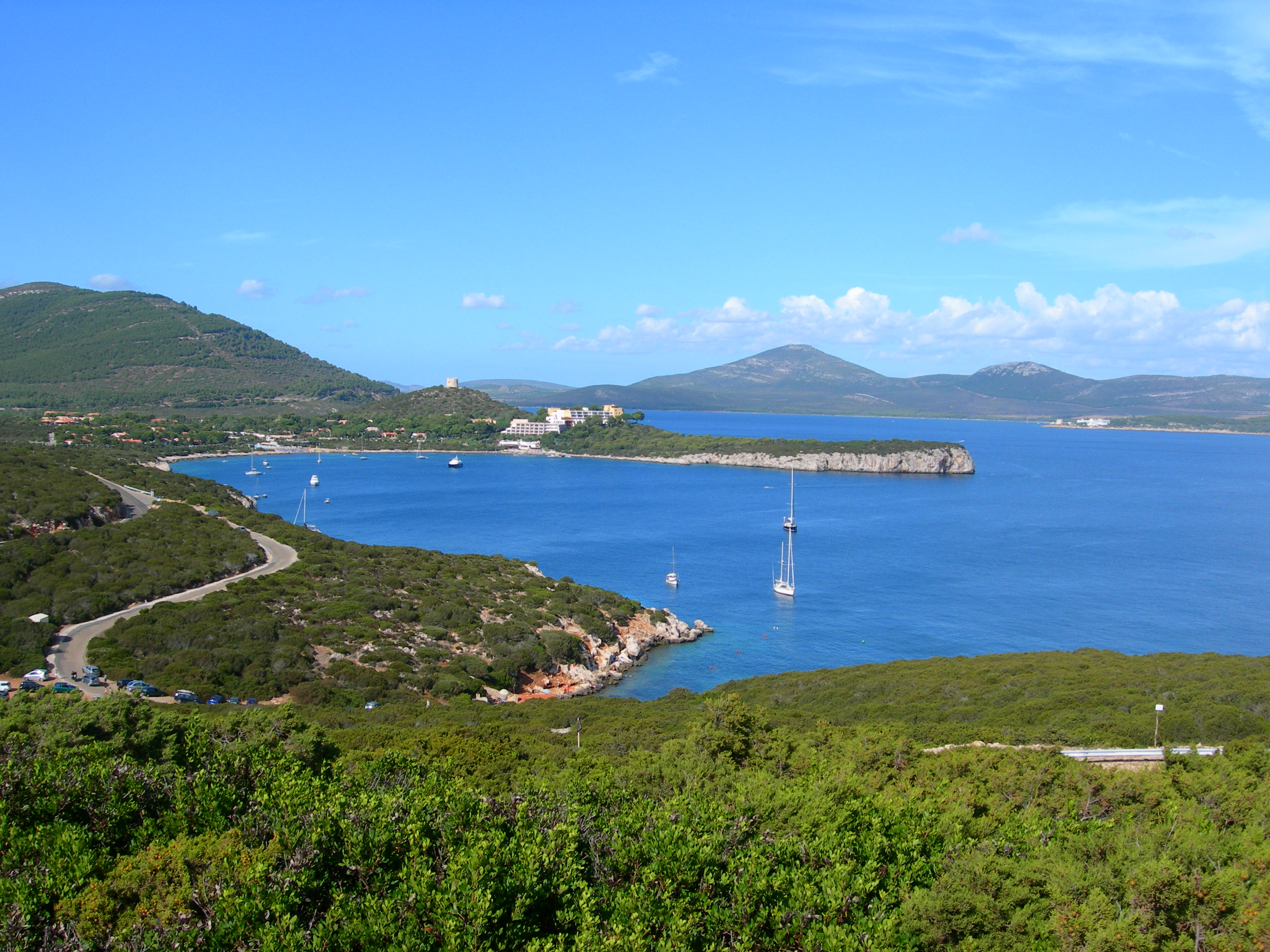
Lenyűgöző kilátás a Tramariglio melletti kis öbölre
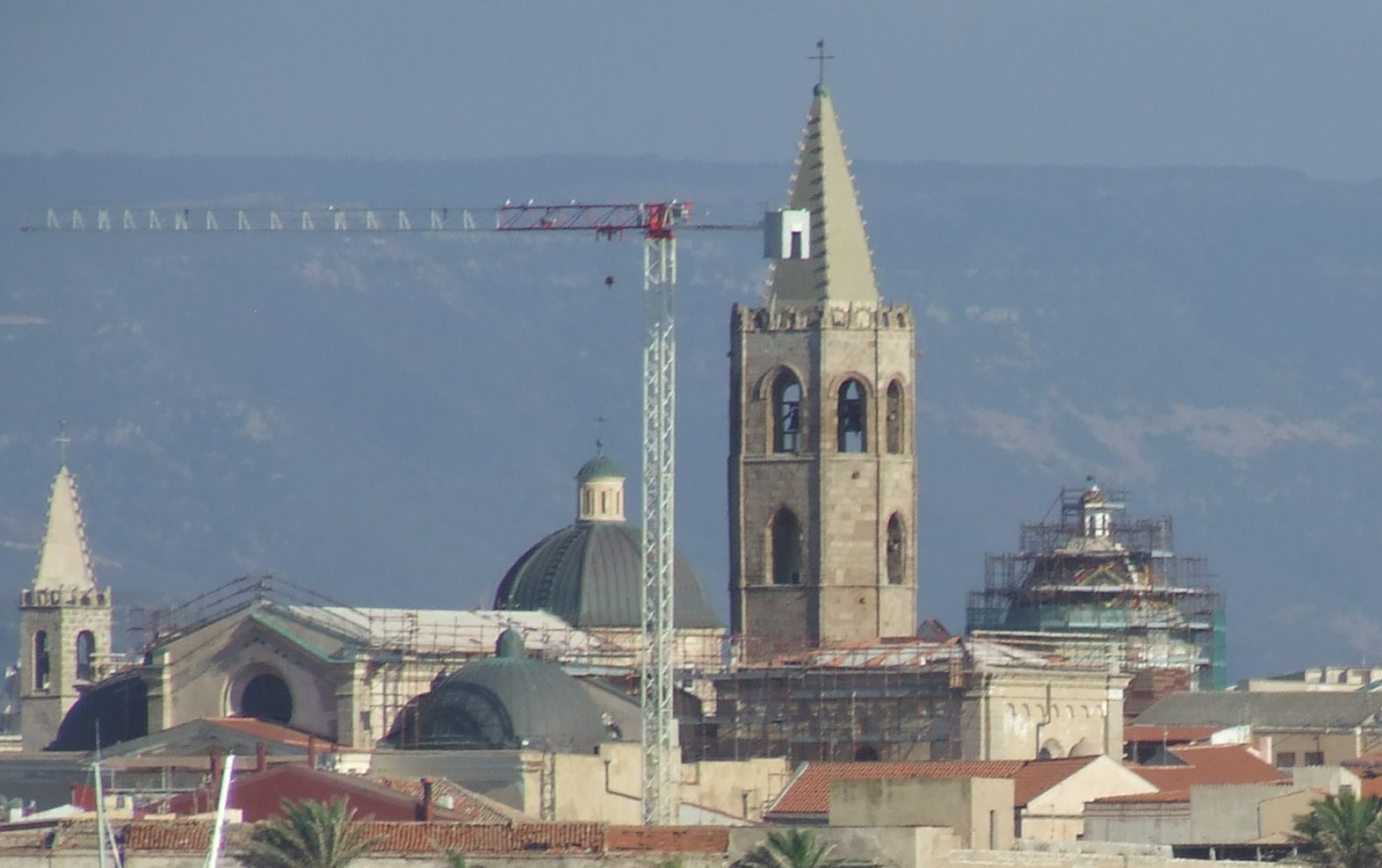
Alghero harangtornya, amely a város és a Riviera del Corallo egyik jelképe
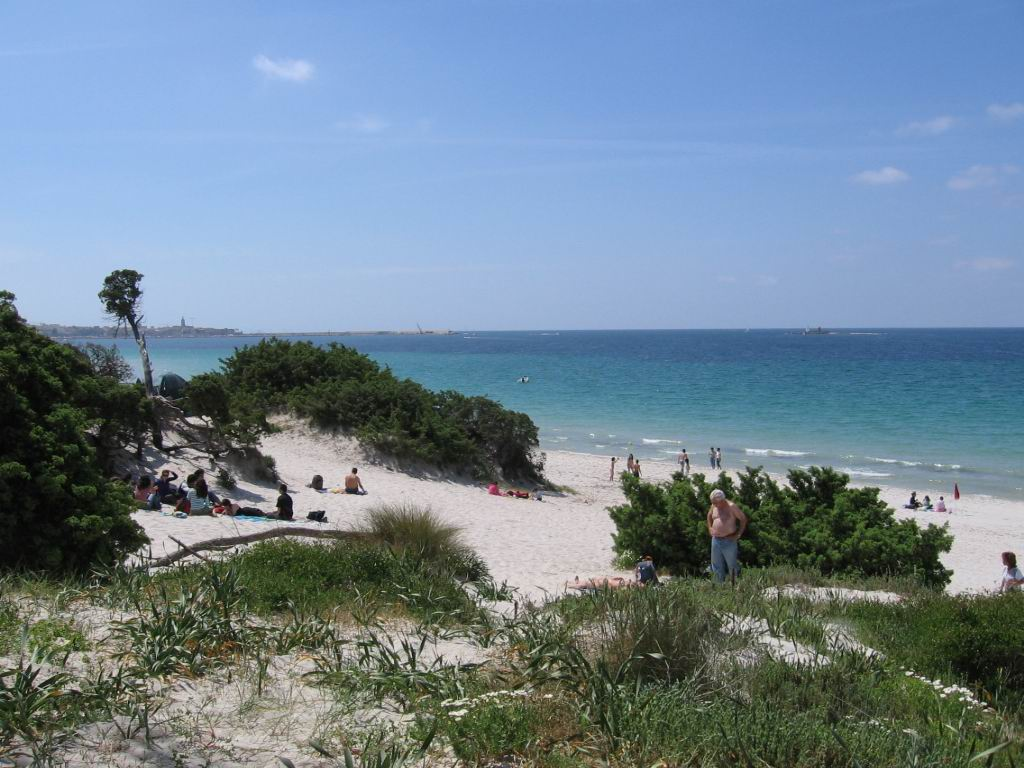
Spiaggia Maria Pia strandja
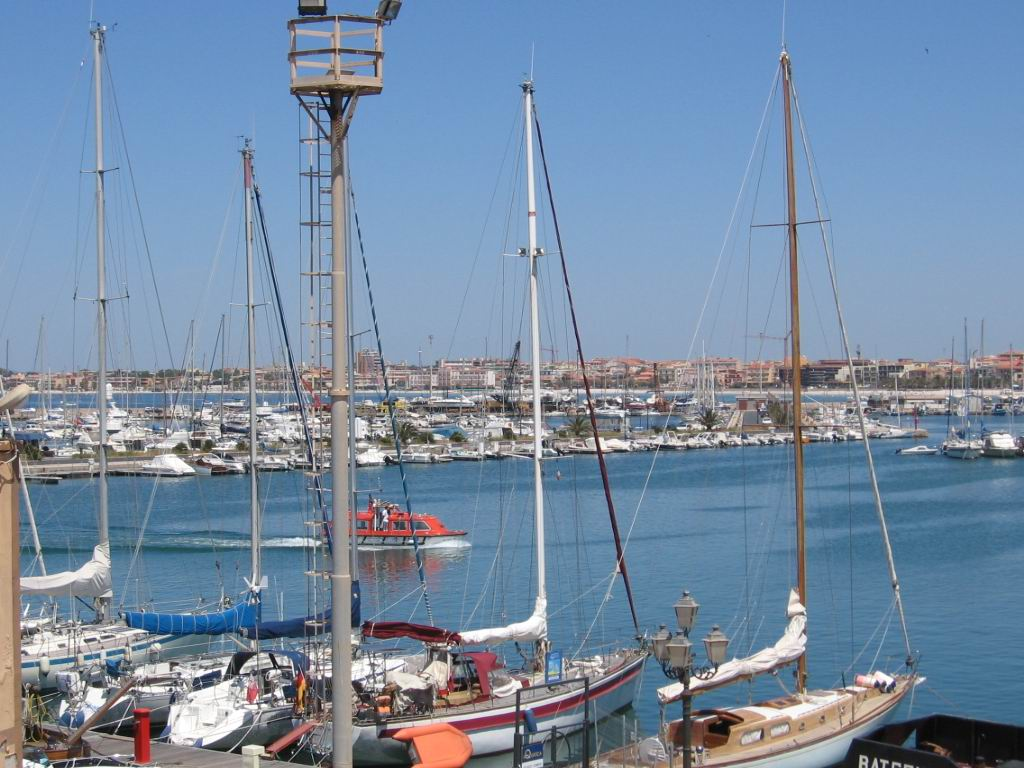
Alghero kikötője, amely a Riviéra fővonzereje
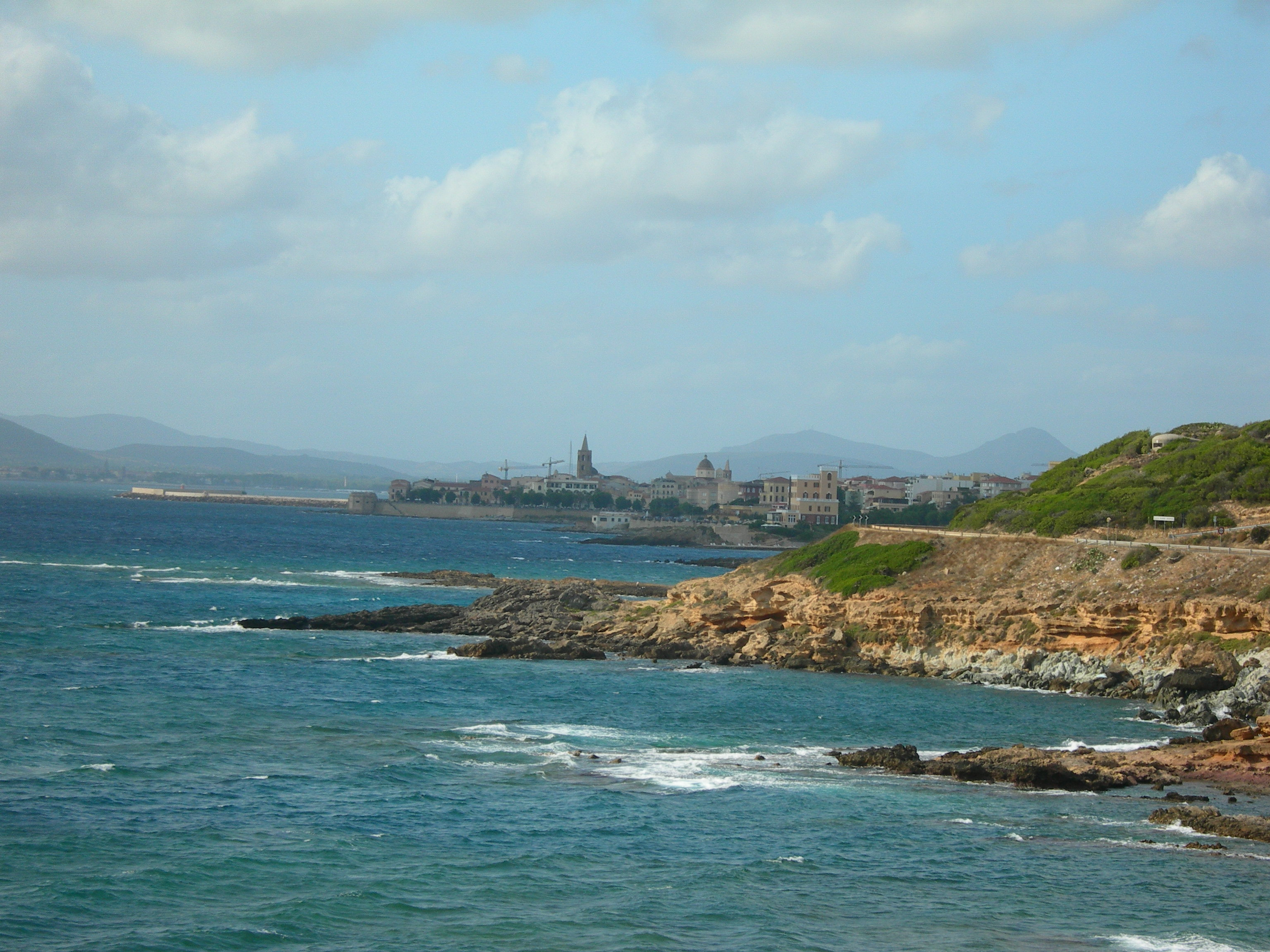
Alghero déli nézetből
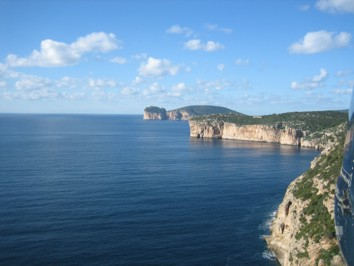
Capo Caccia
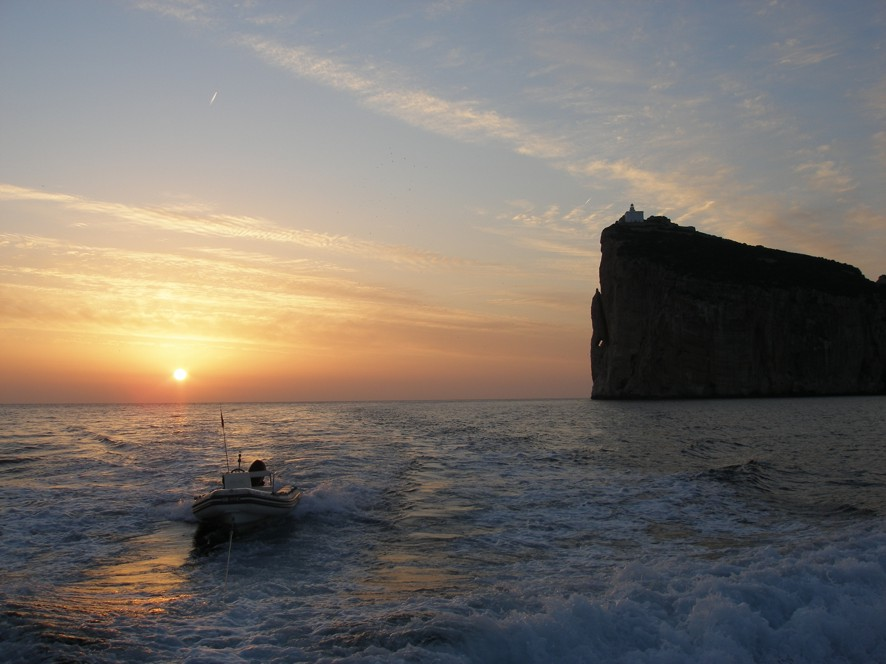
Napnyugta